# Secessione di Berlino

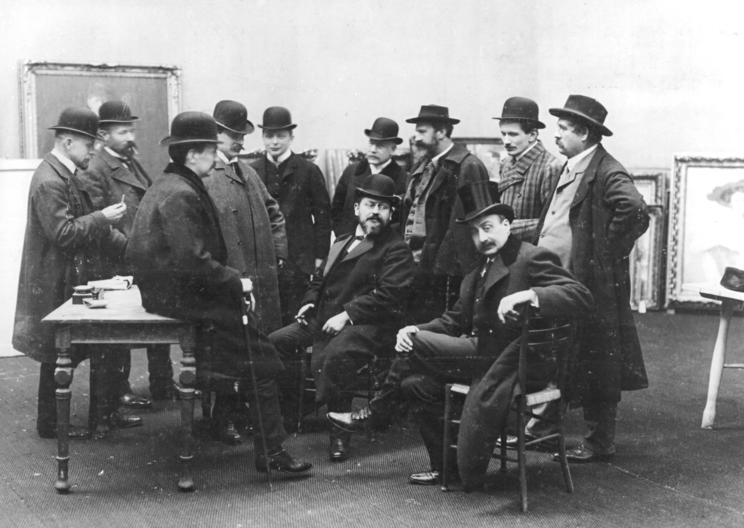
La giuria dell'esposizione della Secessione di Berlino del 1908

La secessione di Berlino (in tedesco: Berliner Secession) è stato un movimento artistico costituitosi il 2 maggio 1898 in Germania, in opposizione all'Associazione degli artisti berlinesi e alle limitazioni alla libertà artistica. Fu guidata da Max Liebermann. Nella storia dell'arte viene detto secessione il movimento dei giovani artisti ed architetti che alla fine del diciannovesimo secolo si dissociarono dagli stili ufficiali delle accademie d'arte.
Era stata preceduta dalla secessione di Monaco (1892) e da quella di Vienna (1897). 

## La cronaca
Nel 1892 Max Liebermann e Walter Leistikow avevano fondato il Gruppe der Elf (Gruppo degli undici) con lo scopo di creare spazi alternativi per l'arte moderna a Berlino con l'organizzazione di piccole esposizioni indipendenti. Fra queste iniziative, il 5 novembre 1892, fu inaugurata una mostra personale di Edvard Munch al Verein Bildender Künstler di Berlino, che, dopo appena una settimana, fu chiusa dalle autorità, perché le opere furono ritenute impresentabili (non finite e brutte).
A seguito di questi avvenimenti, nel 1893, dietro l'impulso di Max Liebermann, un gruppo di artisti più all'avanguardia si ritirò dal Verein per tenere, in parallelo alla Großen Berliner Kunstausstellung (Grande Esposizione d'arte di Berlino), la Freien Berliner Kunstausstellung 1893 (Libera esposizione d'arte di Berlino 1893). Tra gli altri, aderirono Adolf Brütt, Max Kruse, Walter Leistikow, Reinhold Lepsius, Lesser Ury, Ernestina Orlandini (allora Ernestine Schultze-Naumburg) e ovviamente Max Liebermann.
Nel 1898 la giuria della Großen Berliner Kunstausstellung aveva respinto una pittura di paesaggio di Walter Leistikow; era la prova che le istituzioni esistenti non avrebbero mai fornito alcun sostegno alla nuova arte. Di conseguenza diedero una struttura organizzativa alla "secessione"; 65 artisti seguirono Leistikow e Max Liebermann fu eletto presidente. Il Consiglio comprendeva, oltre a Liebermann e Leistikow, Otto Heinrich Engel, Ludwig Dettmann, Oskar Frenzel, Curt Herrmann e Fritz Klimsch.
Come fecero più tardi anche i secessionisti di Monaco, i berlinesi si organizzarono prontamente sul piano economico, e questo contribuì all'affermazione dei giovani artisti. Con l'aiuto di Paul Cassirer e di suo cugino Bruno fu aperta una galleria di arte moderna, intendendo con ciò interrompere ogni relazione con l'arte classica. La galleria esponeva solo le opere degli artisti berlinesi contemporanei e quelle degli impressionisti e postimpressionisti francesi.
Negli anni seguenti l'organizzazione berlinese si scisse ripetutamente e cambiò di composizione, sia per le varie correnti artistiche che subentrarono, sia per i pesanti disaccordi tra gli amministratori. Venne ufficialmente soppressa nel 1933. Nei trentacinque anni della sua esistenza, la secessione berlinese associò moltissimi artisti, soprattutto pittori, ma anche scultori, grafici ed architetti. La maggior parte di essi se ne allontanava molto presto, non appena abbracciava una delle linee artistiche emergenti nel mondo.
Tra gli esponenti della secessione berlinese vanno inoltre ricordati: Hans Baluschek, Ernst Barlach, Max Beckmann, Josef Block, Lovis Corinth, Anna Costenoble, Charles Crodel, Philipp Franck, August Gaul, Karl Hagemeister, Ulrich Hübner, Willy Jaeckel, Max Klinger, Oskar Kokoschka, Käthe Kollwitz, Heinrich Eduard Linde-Walther, Otto Modersohn, Emil Orlik, Hans Orlowski, Franz Skarbina, Maria Slavona, Max Slevogt, Wilhelm Trübner, Heinrich Zille e Dora Hitz, cofondatrice.

## Riviste
- Pan
- Der Sturm